# Nisu
Nisu (gr. Νήσου) – wieś w Republice Cypryjskiej, w dystrykcie Nikozja. W 2011 roku liczyła 2179 mieszkańców.